# گوشچینچین
گوشچینچین (به لاتین: Gościęcin) یک روستا در لهستان است که در گمینا پاوووویچکی واقع شده‌است.